# A Tale of the West (film, 1913)
Pour les articles homonymes, voir A Tale of the West.
Pour plus de détails, voir Fiche technique et Distribution.
A Tale of the West est un film muet américain réalisé par Al Christie et sorti en 1913.

## Fiche technique
- Titre : A Tale of the West
- Réalisation : Al Christie
- Scénario :
- Photographie :
- Montage :
- Producteur : David Horsley
- Société de production : Nestor Film Company
- Société de distribution : Universal Film Manufacturing Company
- Pays d'origine :  États-Unis
- Langue : film muet avec les intertitres en anglais
- Format : Noir et blanc — 35 mm — 1,33:1 — Muet
- Genre : Comédie, Western
- Durée : 10 minutes
- Dates de sortie :
  - États-Unis : 26 décembre 1913

## Distribution
- Lee Moran : Lee
- Ramona Langley : Ramona, La fille de l'émigrant
- Donald MacDonald : le joueur
- Russell Bassett
- Stella Adams